# Theo Schmidhauser

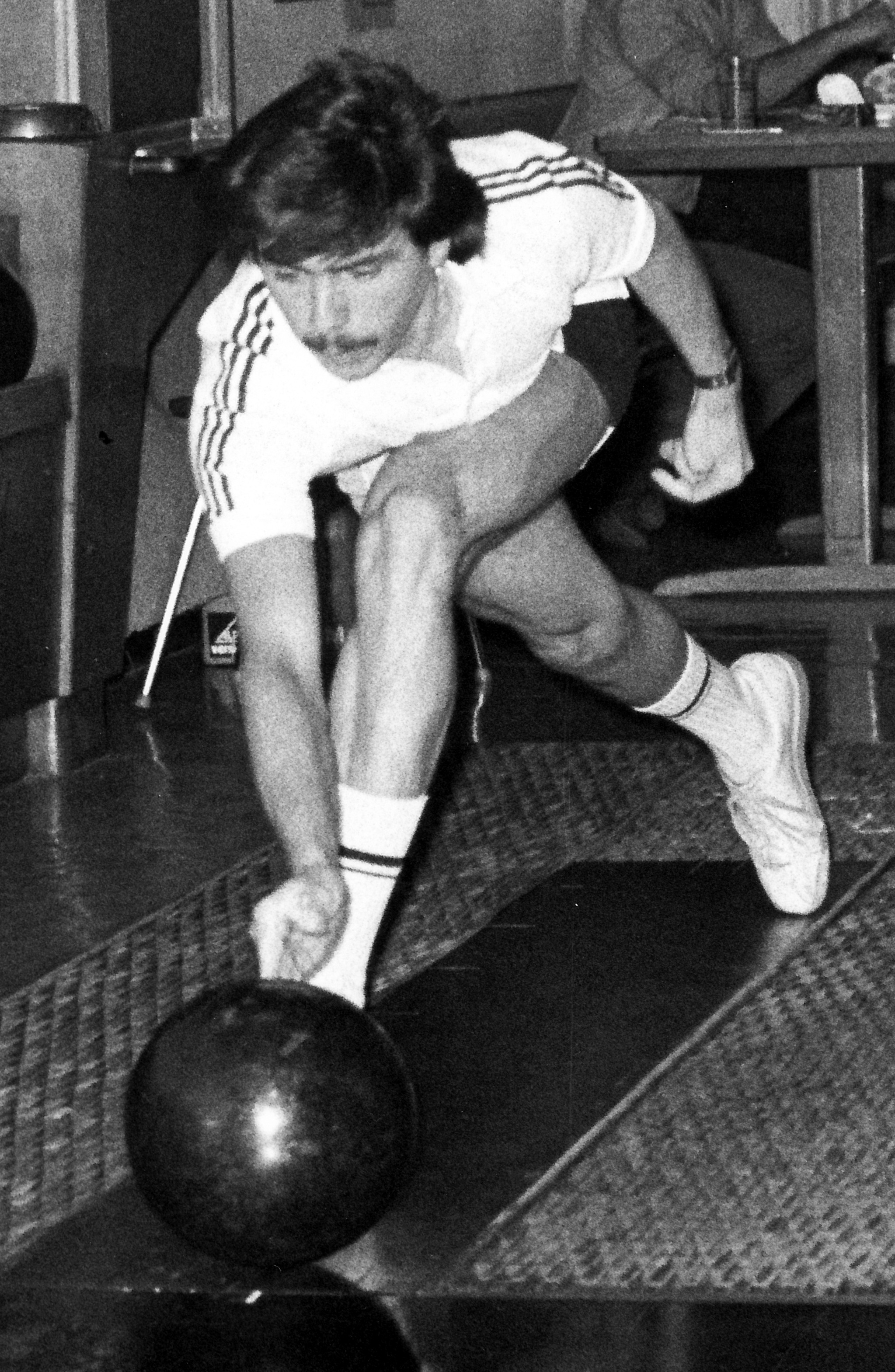
Theo Schmidhauser, 1983

Theo Schmidhauser (* 23. Januar 1959 in St. Gallen) ist ein Schweizer Sportkegler. In der Zeit zwischen 1977 und 1993 wurde er in verschiedenen Disziplinen insgesamt 20 Mal Schweizer Meister und 9 Mal Vize Schweizer Meister. Zudem war er 1983 mit 24 Jahren der jüngste Schweizer Einzelmeister aller Zeiten.

## Sportkarriere
Schmidhauser begann 1977 als 18-Jähriger in der Kategorie 4 und wurde von seinem Vater trainiert. Die ersten 2 Jahre waren von vielen Misserfolgen begleitet. Schmidhauser trainierte extrem viel und versuchte immer wieder mit unkonventionellen Methoden seine Leistungen zu steigern.
1980 in der Kategorie 3 gelang ihm dann der eigentliche Durchbruch. Er erzielte in diesem Jahr nicht weniger als 50 Kategorien-Siege und liess mit seinen Resultaten auch in den oberen Kategorien aufhorchen. 3 Mal brachte er es fertig, aus der Kategorie 3 den Turnier-Sieg zu realisieren, was bisher noch nie einem Sportkegler gelang. Von da an ging es sehr steil bergauf: 1981 in der Kategorie 2 54 Kategorien-Siege und Vize Schweizer Meister und 2. im Schweizer Einzel-Cup. Ebenfalls 1981 qualifizierte sich Schmidhauser für die starke St. Galler Kantone-Mannschaft und wurde auf Anhieb mit der Silber-Medaille belohnt. Von diesem Jahr an war er 10 Mal ununterbrochen Mitglied dieser erfolgreichen Kantone-Mannschaft und wurde nicht weniger als 5 Mal Schweizer Kantone Meister.
Gekrönt wurde seine Sport-Karriere 1983 mit dem Schweizer Einzel-Meister in Winterthur und das an seiner 1. Schweizer Meisterschaft in der Kategorie 1. 1985 (Schweizer-Meisterschaften finden nur im 2-Jahres-Rhythmus statt) war Schmidhauser dann auch der erste Sportkegler, der seinen Titel in der höchsten Liga verteidigen konnte.
1984 erwarb Schmidhauser an der Eidg. Sportschule in Magglingen das Trainingsleiter-Diplom.

## Sportliche Erfolge
- 2 × Schweizer Einzel-Meister (1983/1985) / 1 × Vize (1981)
- 2 × Schweizer Einzelcup-Sieger (1985/1990) / 2 × Vize (1981/1986)
- 1 × Schweizer Klub-Meister KK Tannenberg (1990)
- 5 × Schweizer Kantone-Meister St. Gallen (1982/1983/1986/1989/1990) / 4 × Vize (1981/1985/1987/1988)
- 9 × Schweizer PTT-Meister (1981/1982/1983/1985/1987/1988/1989/1992/1993) / 2 × Vize (1986/1990)
- 1 × Schweizer Firmensport-Meister (1991)
- 32 × Kantonalmeister in den Kantonen: SG, ZH, AR, SH, TG, LU
- 6 × Verbandsmeister Fürstentum Liechtenstein
- 160 Turnier-Siege
- 254 Kategorien-Siege
- 47 Bahn-Rekorde

## Guinness-Buch der Rekorde

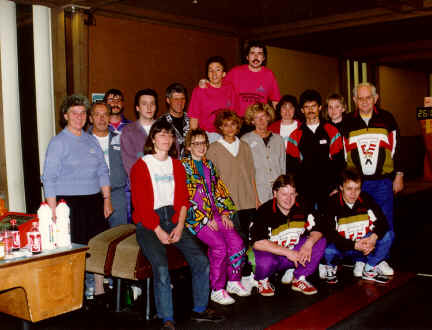
Team Weltrekord Dauerkegeln 1991

1991 stellte Theo Schmidhauser mit seinem langjährigen Freund Urs Leidi einen neuen Weltrekord im Dauerkegeln auf. Auf den Bahnen des Freizeitparkes Säntispark in Abtwil SG kegelten Schmidhauser/Leidi 26 Stunden (4071 Würfe, 1251 Babeli). Sie bewegten dabei ein Gewicht von 38 Tonnen und erzielten den sagenhaften Durchschnitt von 7,34 Kegel pro Wurf.
Quellennachweise: Blick 7./9. Dezember 1991 und Ostschweiz 9. Dezember 1991

## Beruf / Privates
Nach einer postalischen Grundausbildung liess sich Schmidhauser 1995 mit sehr gutem Erfolg zum dipl. Informatik-Koordinator ausbilden und arbeitete danach 10 Jahre als System-Manager bei der Kreispostdirektion in St. Gallen.
Seit 1997 ist Schmidhauser verheiratet mit Christa Scheiwiller, hat drei Kinder und wohnt in Abtwil SG.
| Personendaten    | Personendaten         |
| ---------------- | --------------------- |
| NAME             | Schmidhauser, Theo    |
| KURZBESCHREIBUNG | Schweizer Sportkegler |
| GEBURTSDATUM     | 23. Januar 1959       |
| GEBURTSORT       | St. Gallen            |